# Eskolim
Eskolim è un'associazione che riunisce le scuole della Francia con Immersione linguistica nelle lingue minoritarie, ha sede a Bayonne nel dipartimento dei Pirenei Atlantici.

## Scopo
Eskolim è un'associazione nata con la dichiarazione di Dichiazione di Ciboure dell'8 febbraio 2009 con questo obiettivo:
Chiedono che il percorso che porta gli studenti al bilinguismo attraverso l'immersione sia definito e riconosciuto come libertà pedagogica.
Vogliono una legge che formalizzi le lingue che sono al centro della loro attività di insegnamento e chiedono l'istituzione di una vera associazione tra le autorità locali e lo Stato per gestire la responsabilità di quest'area del patrimonio linguistico.»
Eskolin fino al 2021 raggruppava cinque associazioni di scuole immersive in alcune lingue minoritarie della Francia:
- Seaska nel dipartimento dei Pirenei Atlantici (4.001 studenti, 37 scuole) con insegnamento immersivo in basco
- La Bressola nel dipartimento dei Pirenei Orientali (1 031 studenti, 8 scuole) con insegnamento immersivo in catalano
- Diwan in Bretagna e nel dipartimento della Loira Atlantica (4.307 studenti, 55 scuole) con insegnamento immersivo in bretone
- Calandreta in Occitania (3.937 studenti, 69 scuole) con insegnamento immersivo in occitano
- ABCM-Zweisprachigkeit nella regione storica dell'Alsazia-Lorena (1 208 studenti, 12 scuole) con insegnamento immersivo in tedesco e in alsaziano o francico lorenese.

Il 27 marzo 2021 si è entrata a far parte di Eskolim la Scola Corsa che avrà due scuole immersive a Bastia e a Biguglia in lingua corsa.